# Frisco Football Classic
Ne doit pas être confondu avec le Frisco Bowl ni avec le Frisco Bowl 2021 joué le 21 décembre 2021.
Le Frisco Football Classic 2021 est un match (bowl) de football américain de niveau universitaire joué après la saison régulière de 2021, le 23 décembre 2021 au Toyota Stadium situé à Frisco dans l'État du Texas aux États-Unis. 
Il s'agit de la 1re édition du Frisco Football Classic. La NCAA a approuvé la tenue de ce match pour que les 83 équipes éligibles puissent participer à un bowl. Sans le Frisco Football Classic, une équipe éligible n'aurait pu participer à un bowl. Ce nouveau bowl sert essentiellement à remplacer le défunt San Francisco Bowl (aussi dénommé Redbox Bowl).
Le match met en présence deux équipes issues du Group of Five soit l'équipe des Mean Green de North Texas issue de la Conference USA et l'équipe des Redhawks de Miami issue de la Mid-American Conference.
Il débute à 15 h 34 locales et est retransmis à la télévision par ESPN.
Miami gagne le match sur le score de 27 à 14.

## Présentation du match
Il s'agit de la première rencontre entre les deux équipes.
| Équipes                                                            | Conférences | Entraîneurs                    | Stats. saison rég. | Classements avant le bowl | Classements avant le bowl | Classements avant le bowl |
| ------------------------------------------------------------------ | ----------- | ------------------------------ | ------------------ | ------------------------- | ------------------------- | ------------------------- |
| Équipes                                                            | Conférences | Entraîneurs                    | Stats. saison rég. | CFP                       | AP                        | Coaches                   |
| Mean Green de North Texas                                          | C USA       | Seth Littrell (en) (6e saison) | 6-6                | NC                        | NC                        | NC                        |
| Redhawks de Miami                                                  | MAC         | Chuck Martin (en) (8e saison)  | 6-6                | NC                        | NC                        | NC                        |
| - Équipe donnée favorite par les bookmakers : Miami par 3½ points. |             |                                |                    |                           |                           |                           |

### Mean Green de North Texas
Avec un bilan global en saison régulière de 6 victoires et 6 défaites (5-3 en matchs de conférence), North Texas est éligible et accepte l'invitation pour participer au Frisco Football Classic de 2021.
Ils terminent 3e de la Division Ouest de la Conference USA derrière UTSA et UAB.
À l'issue de la saison 2021, ils n'apparaissent pas dans les classements CFP, AP et Coaches.
| Logo     | Postes         | Joueurs                                            | Statistiques                                                     |
| -------- | -------------- | -------------------------------------------------- | ---------------------------------------------------------------- |
|          | Quarterback    | Austin Aune                                        | 136/263 passes réussies pour 1 763 yards, 9 TDs, 7 interceptions |
| Coureur  | Deandre Torrey | 248 courses pour 1 215 yards nets gagnés et 13 TDs |                                                                  |
| Receveur | Roderic Burns  | 54 réceptions pour 715 yards et 4 TDs              |                                                                  |

### Redhawks de Miami
Avec un bilan global en saison régulière de 6 victoires et 6 défaites (5-3 en matchs de conférence), Miami (Ohio) est éligible et accepte l'invitation pour participer au Frisco Football Classic de 2021.
Ils terminent 2e de la Division Est de la Mid-American Conference derrière Kent State.
À l'issue de la saison 2021, ils n'apparaissent pas dans les classements CFP, AP et Coaches.
| Logo     | Postes        | Joueurs                                         | Statistiques                                                      |
| -------- | ------------- | ----------------------------------------------- | ----------------------------------------------------------------- |
|          | Quarterback   | Brett Gabbert                                   | 156/268 passes réussies pour 2 418 yards, 24 TDs, 6 interceptions |
| Coureur  | Keyon Mozee   | 113 courses pour 479 yards nets gagnés et 4 TDs |                                                                   |
| Receveur | Jack Sorenson | 69 réceptions pour 1 290 yards et 10 TDs        |                                                                   |